# Matheus Costa Dias
Matheus Costa Dias (São Paulo, 28 de junho de 1992) é um jogador de handebol brasileiro que joga na posição de ponta direita. Pertence à Seleção Brasileira Juvenil de Handebol.

## Trajetória desportiva
Matheus teve sua iniciação na modalidade em 2001, por meio do técnico e professor Sérgio Presley, no Colégio Marquês de Monte Alegre, escola pela qual disputou inúmeros campeonatos escolares. 
Em 2005 foi chamado para integrar a equipe do Esporte Clube Pinheiros, onde atuou durante dois anos, até se transferir para a Metodista/São Bernado em 2007, onde também atuou dois anos, e retornou a seu clube de origem em 2009. 
Após uma rápida passagem em 2014 pela equipe militar da Força Aérea Brasileira, retornou ao Pinheiros e, em 2015, voltou a jogar pela Metodista/São Bernardo, equipe em que atuou nas categorias de base.

### Seleção brasileira juvenil
Em meados de 2008, Matheus fez suas primeiras participações na seleção brasileira, nas fases de treinamento; em 2010 teve sua primeira participação efetiva pela seleção em competições internacionais, representando o Brasil no Pan-Americano juvenil, onde foi campeão e conquistou a vaga para as primeiras Olimpíadas da Juventude, disputadas no mesmo ano, onde terminou o campeonato em quarto lugar, perdendo a disputa do bronze para a seleção francesa.

### Títulos
- Campeão paulista júnior – Pinheiros – 2009/2010/2012
- Campeão paulista juvenil – Pinheiros – 2010
- Campeão brasileiro de clubes juvenil – Pinheiros – 2010
- Campeão pan-americano juvenil – Seleção Brasileira - 2010
- Campeão paulista juvenil – Metodista/São Bernardo – 2008
- Bicampeão paulista cadete – Metodista/São Bernardo – 2007/2008
- Bicampeão dos Jogos Escolares de São Paulo (JEESP) – Marquês de Monte Alegre – 2007/2008
- Vice-campeão paulista infantil – Pinheiros – 2006
- Campeão da Liga Nacional Adulta de Handebol - 2012
- Vice-campeão do pan-americano de clubes - 2012/2013